# Dansa postmoderna

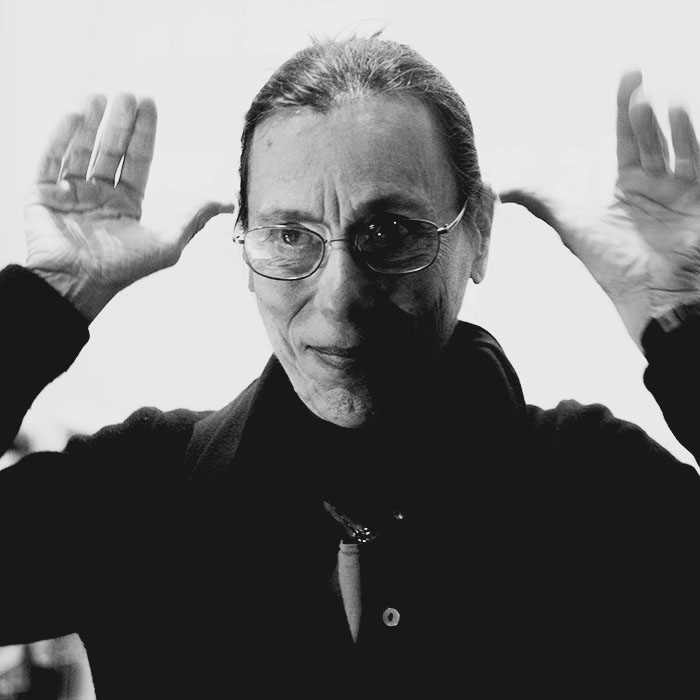
Yvonne Rainer, 2014

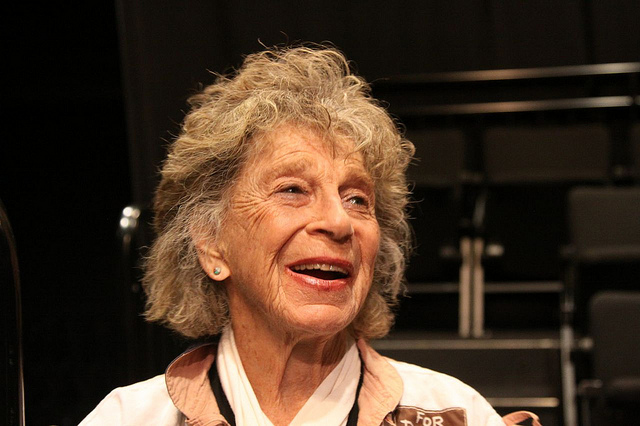
Anna Halprin, una de les pioneres de la dansa postmoderna, en 2010

La dansa postmoderna és de manera àmplia la dansa que va sorgir a partir dels anys seixanta del segle XX qüestionant-se el significat de la dansa, com a reacció front a la dansa moderna i que ha estat progressivament substituïda per la dansa contemporània. Es pot considerar la primera etapa de la dansa contemporània. És un terme polèmic i complex de definir, ja que tampoc hi ha consens sobre la modernitat de l'anomenada dansa moderna, i més globalment, tenint en compte que algunes definicions i descripcions s'han fet molt centrades en el context estatunidenc, ignorant o menyspreant la realitat europea i encara més la dels altres continents.
La primera persona que va parlar de dansa postmoderna va ser probablement Yvonne Rainer i el llibre Terpsícore en sabates d'esport: la dansa postmoderna (1980), de Sally Banes, el que va posar el terme en major circulació. Va sorgir sobretot com a resposta al concepte modern de "dansa pura", a la cerca de l'abstracció, que existia sobretot als Estats Units, estèticament autònoma, front a la importància major a l'emocionalitat i l'expressivitat, de vegades representativa i teatralitzada, a Europa. Banes considera que la dansa postmoderna és la dansa radical i innovadora que es va començar a fer a partir dels anys seixanta mentre que d'altres autors l'associen a la teoria i cultura del postmodernisme i l'apliquen a la dansa dels anys vuitanta i principis dels noranta. Avui ja no s'utilitza per a la dansa que es fa en aquest moment.
És dansa postmoderna típicament la dansa contact o contact improvisació, per exemple. Alguns dels principals precursors i creadors de la dansa postmoderna són Merce Cunningham, Pina Bausch, la companyia Judson Dance Theater, Judith Dunn, Lucinda Childs, Twyla Tharp, Meredith Monk, Steve Paxton, Simone Forti, Anna Halprin i Trisha Brown.

## Filosofia
La dansa postmoderna es qüestiona el que és la dansa i el que és la coreografia. Considera que a una persona no li cal molta tècnica per a fer art ballant i que qualsevol moviment quotidià pot esdevenir dansa. Es posiciona en contra de les frases de moviment previsibles que culminen en un clímax i, en general, a les frases narratives lineals i de les referències figuratives o emocionals. Prioritza el moviment a la seva essència més "pura", abstracta. Inclou altres elements, a més dels cossos dels ballarins, com objectes i canvis en la llum o el so. Incorpora la veu. Allibera el terra, que pot ser de sorra, herba, estar cobert d'aigua, tenir objectes, etc., i els peus, que poden portar qualsevol tipus de calçat. Valora la composició instantània o improvisació, així com els elements de diversió, hiperrealitat, atzar, accions múltiples repetides o simultànies, immobilitat, silenci, soroll ambient, ironia o paròdia. Experimenta amb diferents espais, fora de les sales de teatre. Trenca amb les simetries i jerarquies espacials, també amb la jerarquia entre ballarins, tots són iguals, i entre intèrprets i públic, que és lliure de prendre decisions pròpies.